# 이재훈 (탁구 선수)
이재훈(李在訓, 1990년 12월 13일 ~ )은 대한민국 남자 탁구선수이다.

## 학력
- 부산남중학교
- 부산해사고등학교
- 영산대학교

## 경력
- 제26회 중국하계유니버시아드 탁구 국가대표
- 농심 삼다수 탁구단 입단(2009)
- 서울시청 탁구단 입단 (2013)
- 영도구청 탁구단 입단(2016)

## 수상내역
- 제92회 전국체육대회 탁구 남자 대학부 개인전 금메달 (2011)
- 제26회 중국하계유니버시아드 탁구 혼합복식 동메달 (2011)
- 제93회 전국체육대회 탁구 남자 대학부 개인전 금메달 (2012)
- 제94회 전국체육대회 탁구 남자 일반부 단체전 동메달 (2013)
- 제95회 전국체육대회 탁구 남자 일반부 단체전 동메달 (2014)
- 2015 춘계회장기 실업 탁구대회 개인전2위 복식3위 단체1위 (2015)
- 2015 US오픈 복식2위(2015)
- 2016 춘계회장기 실업 탁구대회 개인전2위 단체전3위 복식2위 (2016)